# Gestore dei Mercati Energetici
El Gestore dei Mercati Energetici (GME), fins al novembre de 2009 el Gestore del Mercato Elettrico, és la societat responsable a Itàlia de l'organització i la gestió del mercat de l'elèctricitat, així com per garantir la gestió econòmica d'una adequada disponibilitat de reserva de potència elèctrica.
Originàriament creada pel Gestore della Rete di Trasmissione Nazionale, és 100% participativa del Gestore dei Servizi Energetici (anteriorment el Gestore dei Servizi Elettrici).
S'anomena borsa elettrica italiana, el mercat elèctric que permet als productors, consumidors i a l'engròs estipular contractes de compra i venda d'energia elèctrica. Les transaccions es realitzen en una plataforma telemàtica en línia, accessible als operadors a través d'internet.